# Mel Blanc
Melvin Jerome (Mel) Blanc (San Francisco (Californië), 30 mei 1908 - Los Angeles (Californië), 10 juli 1989) was een van de bekendste Amerikaanse stemacteurs en komiek. Hij leende zijn stem vooral aan veel van de Looney Tunes/Merrie Melodies-figuren, maar ook bij The Flintstones en The Jetsons leende hij zijn stem aan enkele personages. Hij was een van de weinige stemacteurs wier namen in de openingstitels van de tekenfilmpjes stonden.
In de entertainmentindustrie stond hij bekend als “de man met de duizend stemmen”. Bij zijn overlijden werd geschat dat dagelijks 20 miljoen mensen zijn stem hoorden.

## Biografie

### Jonge jaren
Blanc werd geboren als Melvin Jerome Blank in San Francisco, als zoon van Joodse ouders: Frederick en Eva Blank. Hij groeide op in de wijk Western Addition en later in Portland. Volgens eigen zeggen veranderde hij op zijn 16e de schrijfwijze van zijn achternaam van "Blank" naar "Blanc", na een opmerking van een leraar aan de middelbare school. Op jonge leeftijd werd Blanc lid van de Order of DeMolay.

### Carrière
Blanc begon zijn carrière in 1927 als stemacteur in het radioprogramma The Hoot Owls. In 1933 vertrok hij naar het radiostation KEX, waar hij zijn eigen show, Cobweb And Nuts, maakte. In 1935 kwam hij terecht bij KFWB, een zender die eigendom was van Warner Bros.. Hij was een vast lid van de cast voor The Jack Benny Program, waarin hij vooral bekendheid verwierf met het inspreken van de stem van "Sy, the Little Mexican".
In 1936 kwam Mel Blanc terecht bij Leon Schlesinger Productions, dat korte animatiefilmpjes maakte voor Warner Bros. Via Treg Brown werd Blanc voorgesteld aan Tex Avery, Bob Clampett, Friz Freleng, en Frank Tashlin, die allemaal interesse hadden in Blanc’s mogelijkheid een groot aantal verschillende stemmen te creëren. Het eerste tekenfilmpje waar Blanc aan meewerkte, was Picador Porky, waarin hij de stem van een dronken stier deed. Vanaf het filmpje Porky's Duck Hunt nam hij de stem van Porky Pig zelf over. Dit filmpje betekende ook het debuut van Daffy Duck, waarvan Blanc eveneens de stem deed. In de jaren erop voegde hij steeds meer Looney Tunes-personages toe aan zijn repertoire. Volgens Blanc zelf was het personage Yosemite Sam zijn grootste uitdaging. Blanc was zich goed bewust van zijn talent en liet al zijn stemwerk via contracten en octrooien beschermen tegen plagiaat of illegale distributie. Zo stond hij erop dat zijn naam wel vermeld zou worden in de openingstitels van de filmpjes; iets dat niet gangbaar was voor stemacteurs.
Blanc’s succes in de animatiewereld leverde hem ook bij de radio meer werk op. In 1946 kreeg hij zijn eigen programma, The Mel Blanc Show. In veel afleveringen van deze show speelde Blanc een buitenlander. Andere bekende radioprogramma’s waar hij aan meewerkte waren The Great Gildersleeve en The Abbott and Costello Show. Voor zijn werk in de radio-industrie kreeg hij een ster op de Hollywood Walk of Fame.
Nadat in de jaren 60 zijn contract bij Warner Bros. afliep, ging Blanc werken voor Hanna-Barbera. Zijn bekendste rol hier was die van Barney Rubble in The Flintstones. Ook leende hij zijn stem aan personages uit Wacky Races en The Perils of Penelope Pitstop. Hij werkte verder samen met Chuck Jones aan de Tom and Jerry-filmpjes.

### Later leven
Op 24 januari 1961 raakte Blanc betrokken bij een auto-ongeval op Sunset Boulevard in Hollywood. Hij botste frontaal op een andere auto en liep een drievoudige schedelfractuur op. In totaal lag hij drie weken in coma. In het ziekenhuis kreeg hij 15.000 beterschapskaartjes van fans, waarvan sommige geadresseerd waren aan zijn bekendste personages als Bugs Bunny en Woody Woodpecker.
Ten onrechte wordt vaak gedacht dat Blanc een van de mensen was die door George Lucas werden benaderd voor de stem van C-3PO in de Star Wars-filmreeks. Blanc’s laatste originele personage was Heathcliff. In de film Who Framed Roger Rabbit deed hij weer de stemmen van alle Looney Tunes, behalve Yosemite Sam. Dit en de stem voor Dumbo waren zijn enige werk ooit voor Disney.

## Dood

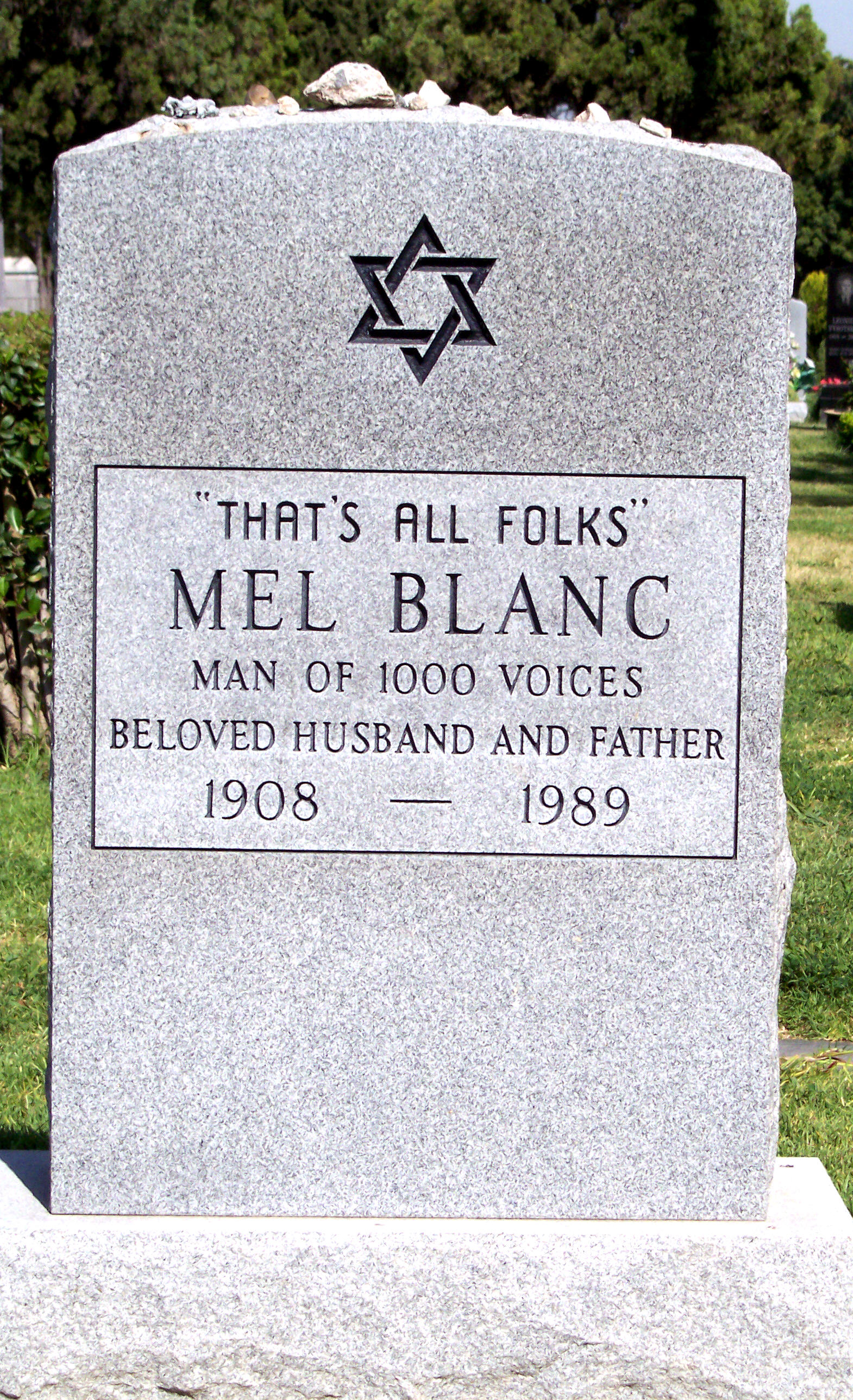
Graf van Mel Blanc

Blanc stierf op 10 juli 1989. Kort voor zijn dood had hij samen met zijn zoon Noel Blanc nog een reclame voor Oldsmobile opgenomen, waarin Bugs Bunny meespeelt. Na de opnames merkte Noel op dat zijn vader erg hoestte en bracht hem naar een dokter. Blanc bracht een nacht ter observatie door in het ziekenhuis, maar vanwege het ontbreken van veiligheidsrelingen viel hij die nacht uit bed en brak een heup. Hij stierf 48 uur later.
Blancs dood werd gezien als een groot verlies voor de entertainmentindustrie. Hij wordt nog altijd beschouwd als een van de meest bekende en veelzijdige stemacteurs uit de geschiedenis van de film en radio.
Op Blancs grafsteen staat That's all folks gegraveerd, de slogan waar bijna elk tekenfilmpje van Looney Tunes mee eindigt.

## Bekende stemmen van Mel Blanc
- Barney Rubble (de buurman van Fred Flintstone)
- Bugs Bunny
- Dombo
- Daffy Duck
- Foghorn Leghorn
- Heathcliff
- Marvin the Martian
- Pepé Le Pew
- Porky Pig
- Secret Squirrel
- Speedy Gonzales
- Sylvester en Tweety
- Wile E. Coyote
- Woody Woodpecker
- Yosemite Sam
- Twiki (de robot of 'Ambuquad' uit de sciencefictionserie Buck Rogers)